# San Corbiniano
| San Corbiniano    | San Corbiniano              |
| ----------------- | --------------------------- |
| Hl. Korbinian     |                             |
| Patrozinium       | St. Korbinian               |
| Weihetag          | 20. Mär. 2011               |
| Pfarrei           | Santa Dorotea               |
| Diözese           | Rom                         |
| Kardinalpriester: | Reinhard Marx               |
| Anschrift         | Via Carl Orff 12 00124 Roma |

San Corbiniano (lat.: Sancti Corbiniani) ist die Pfarrkirche der gleichnamigen Pfarrei im römischen Stadtteil Infernetto im 10. Municipium und der Zona XXX Roma Castel Fusano. Sie wurde ab 2006 erbaut. Seit 2010 ist sie Titelkirche der römisch-katholischen Kirche.

## Überblick
Die Kirche, nach Plänen des Architekten Umberto Riva errichtet, wurde, obschon noch im Bau befindlich, beim Konsistorium am 20. November 2010 dem neuernannten Kardinal Reinhard Marx als Titelkirche zugewiesen. Das Kirchengebäude wurde mit finanzieller Unterstützung des Erzbistums München und Freising errichtet und wurde am 20. März 2011 durch Benedikt XVI. geweiht. Patron ist der heilige Korbinian (Corbiniano di Frisinga), der erste Freisinger Bischof. Kardinal Marx hat seine Titelkirche am 5. Juni 2011 in Besitz genommen.
Der Vorgänger von Marx, Kardinal Friedrich Wetter, hatte sich vor seiner Emeritierung als Erzbischof von München und Freising im Jahr 2008 bei Papst Benedikt, seinem Vorgänger in München, darum bemüht, dem heiligen Korbinian in der Stadt, aus der dieser einst mit päpstlichem Auftrag als Missionar ausgesandt worden war, eine Kirche zu widmen.
Der Stadtteil Infernetto („kleine Hölle“ wegen der einst hier tätigen Köhler) gehört zu den sich weit in die Umgebung ausbreitenden Vororten von Rom und erstreckt sich südlich davon in einem Teil des gerodeten Dünenwaldes zwischen Castel Fusano und Castel Porziano nahe dem Meer. Die Gemeinde wurde 1989 gegründet und war bis 2007 dem heiligen Wilhelm von Vercelli (it. San Guglielmo) geweiht. Den Grundstein legte am Patroziniumsfest, dem 25. Juni 2006, Weihbischof Paolo Schiavon. Die Gottesdienste fanden zuerst in provisorischen Räumlichkeiten statt. Beim Neubau der Kirche wurde auch ein großes Pfarrzentrum mit Pfarrsaal, Sportplatz und Gruppenräumen errichtet. Mit dem daneben gelegenen Einkaufszentrum soll San Corbiniano eine Art Ortsmitte bilden.
Pfarrer für etwa 7000 Katholiken ist seit 1. September 2009 ein Priester des Erzbistums Rom.

## Kardinalpriester
- seit 2010: Reinhard Kardinal Marx (* 1953), Erzbischof von München-Freising